# Kabinet-Papadimos
Het Kabinet-Papadimos was de regering van Griekenland tussen 11 november 2011 en 16 mei 2012. Het was de opvolger van het kabinet-Papandreou en was een coalitieregering van drie partijen: de PASOK, van ex-premier Giorgos Papandreou, de grootste oppositiepartij Nea Dimokratia en de kleinere, rechts-nationalistische LA.O.S.. Het kabinet werd gevormd na de beslissing van Papandreou om een referendum te houden over de Griekse besparingsmaatregelen. Zijn positie was daardoor onhoudbaar geworden, waardoor hij, in samenspraak met president Karolos Papoulias, Loukas Papadimos een interim-coalitieregering van nationale eenheid liet vormen. Het was in Griekenland, dat niet vertrouwd is met coalitieregeringen, de eerste keer in meer dan twintig jaar, sinds het Kabinet-Xenophon Zolotas, dat verschillende partijen de macht delen. Dat komt doordat de partij met de meeste stemmen 50 bonuszetels krijgt en daardoor vrij makkelijk aan een absolute meerderheid kwam. Echter, door de crisis en de zware bezuinigingen die daarop volgende is het Griekse politieke landschap totaal versplinterd geraakt waardoor niet één partij nog aan een meerderheid kwam, ondanks de bonuszetels. Het kabinet-Papadimos werd op 16 mei opgevolgd door het interim-kabinet van Panagiotis Pikrammenos wat aanbleef tot Griekse parlementsverkiezingen van juni 2012.  Dit kabinet werd opgevolgd door het Kabinet-Samaras.

## Formatiegesprekken
Op 6 november ontmoette de toenmalige premier Papandreou de oppositieleiders om een akkoord te bereiken over een interim-regering van nationale eenheid. Een dag eerder had oppositieleider Antonis Samaras, van de Nea Dimokratia, het idee nog verworpen en eiste hij nieuwe verkiezingen. Pas toen Papandreou aangaf dat hij geen deel meer zou uitmaken van de nieuwe regering en een stap opzij zou zetten, en onder grote druk van de EU en president Papoulias, bereikten ze een akkoord over een regering die de besparingsmaatregelen, opgelegd door het IMF en de EU, moest goedkeuren. Nieuwe verkiezingen zouden plaatsvinden op 19 februari 2012. De Communistische Partij en de linkse SRA-coalitie weigerden echter om deel te nemen aan de regering, waardoor er slechts drie partijen overbleven: de PASOK, Nea Dimokratia en de L.A.O.S.. De niet-partijgebonden voormalig vicevoorzitter van de ECB, Loukas Papadimos, werd premier.
Op 10 november zette Papandreou een stap opzij als premier, zodat de nieuwe coalitie al op 11 november 2011 de eed kon afleggen.
De regering van nationale eenheid  zag als belangrijkste taak om de besparingsmaatregelen van de Europese Unie en het IMF uit te voeren. Papadimos verklaarde dat zijn eerste prioriteit was om Griekenland binnen de Eurozone te houden.

## Het Kabinet
In totaal maakte 48 personen deel uit van de nieuwe regering, zeven meer dan in het Kabinet-Papandreou. Papandreou zelf maakte geen deel meer uit van de nieuwe regering. Er waren 12 nieuwe minister, van wie negen nog nooit eerder een politiek ambt hadden bekleed.  De meeste ministers waren echter ook al lid van de regering-Papandreou.  36 leden van de regering waren afkomstig uit  PASOK, 6 uit Nea Dimokratia en 4 uit LA.O.S..
| Portefeuille                                                           | Naam | Naam                                                           | Partij        |
| ---------------------------------------------------------------------- | ---- | -------------------------------------------------------------- | ------------- |
| Minister-president                                                     |      | Loukas Papadimos                                               | onafhankelijk |
| Vice-Premier                                                           |      | Theodoros Pangalos                                             | PASOK         |
| Vice-Premier Minister van Financiën                                    |      | Evangelos Venizelos Philippos Sachinidis (sinds 21 maart 2012) | PASOK         |
| Ministers                                                              |      |                                                                |               |
| Minister van Binnenlandse Zaken                                        |      | Tassos Giannitsis                                              | onafhankelijk |
| Minister van Administratieve Hervorming en Elektronische Administratie |      | Dimitris Reppas                                                | PASOK         |
| Minister van Buitenlandse Zaken                                        |      | Stavros Dimas                                                  | ND            |
| Minister van Defensie                                                  |      | Dimitris Avramopoulos                                          | ND            |
| Minister van Ontwikkeling, Concurrentie en Marine                      |      | Michalis Chrysochoïdis                                         | PASOK         |
| Minister van Milieu, Energie en Klimaatverandering                     |      | Giorgos Papaconstantinou                                       | PASOK         |
| Minister van Onderwijs en Religie                                      |      | Anna Diamantopoulou                                            | PASOK         |
| Minister van Infrastructuur, Verkeer en Transport                      |      | Makis Voridis                                                  | LA.O.S.       |
| Minister van Werk en Sociale Gelijkheid                                |      | Giorgos Koutroumanis                                           | PASOK         |
| Minister van Volksgezondheid                                           |      | Andreas Loverdos                                               | PASOK         |
| Minister van Voeding en Plattelandsontwikkeling                        |      | Kostas Skandalidis                                             | PASOK         |
| Minister van Justitie en Mensenrechten                                 |      | Miltiadis Papaioannou                                          | PASOK         |
| Minister van Burgerbescherming                                         |      | Christos Papoutsis                                             | PASOK         |
| Minister van Cultuur en Toerisme                                       |      | Pavlos Geroulanos                                              | PASOK         |
| Minister van Staat Woordvoerder van de Regering                        |      | Giorgos Stavropoulos                                           | onafhankelijk |